# فلينت فلمنج
فلينت فلمنج (بالإنجليزية: Flint Fleming)‏ هو لاعب كرة قدم أمريكية أمريكي، ولد في 17 مارس 1965 في ماديسون في الولايات المتحدة.

## وصلات خارجية
- فلينت فلمنج على موقع JustSportsStats.com (الإنجليزية)